# Coyoche
Coyoche fue un rey indígena de Costa Rica en el decenio de 1560, al que a veces se confunde con el rey Garabito, a pesar de que se trata de dos personajes muy diferentes y de que sus respectivos pueblos pertenecían a dos grupos culturales distintos: el de Coyoche al área cultural de Mesoamérica y el de Garabito a la llamada Área Intermedia. Coyoche fue señor del pequeño Reino de Chorotega (también llamado Churuteca), localizado en la ensenada de Tivives, entre las desembocaduras de los ríos Grande de Tárcoles y Jesús María, en la actual provincia de Puntarenas. Este era uno de los reinos chorotegas que existían en Costa Rica a la llegada de los españoles, como Orotiña, Chomes, Nicoya, Zapandí, Diriá, etc, y fue el mismo reino que visitó la expedición de Gil González Dávila en 1522. 
Aunque no se tiene conocimiento del significado original en chorotega del nombre de Coyoche, es posible que guardara alguna correspondencia con el término náhuatl coyuchi o coyoíchcatl, "del color del coyote", que también identifica a un tipo de algodón de color castaño. Dado que en la lengua chorotega no existían las vocales e y o, es posible que el nombre del rey fuese Cuyuchi y que la forma Coyoche fuera una españolización.
En el decenio de 1560 el rey Coyoche fue uno de los monarcas indígenas que ofrecieron resistencia a los españoles, posiblemente porque fue uno de los primeros en enfrentarse con sus agresiones. A principios de 1561, cuando llegó a Costa Rica el conquistador Juan de Cavallón y Arboleda, su lugarteniente Antonio Álvarez Pereyra hizo una incursión a los dominios de Coyoche, capturó a éste y lo llevó prisionero al campamento español, a donde tuvieron que llegar sus súbditos a prestar servicios a los conquistadores. Posteriormente logró recuperar la libertad y enfrentarse con los españoles. En un documento de 1563 se dice que el alcalde mayor Juan Vázquez de Coronado "... despachó sus caudillos y capitanes para los caciques Garavito y Coyoche... por se haber alzado y rebelado y ser cosa importantísima que los dichos caciques estuviesen de paz, para la quietud y sosiego de la tierra".
Según indica Oscar Bákit en su obra Garavito, nuestra raíz perdida (1981), los dominios de Coyoche se ubicaban en la costa del Pacífico, entre los ríos Jesús María y Grande de Tárcoles, al sudeste del reino de Gurutina. Este autor identifica a Coyoche con el rey mencionado en el itinerario de la expedición de Gil González Dávila (1522) con el nombre de Chorotega, que dio a los españoles oro por la importante suma de 4708 pesos y 4 tomines y en cuyos dominios se bautizaron 477 personas. Sin embargo, por los cuarenta años transcurridos entre la expedición de González Dávila y la de Cavallón es más posible que el rey Chorotega fuese un monarca anterior a Coyoche. Carlos Molina Montes de Oca, en Garcimuñoz, la ciudad que nunca murió (1993), indica la posible identidad entre Coyoche y el rey de lengua mangue que en 1563 se encontraba cautivo de los reyes huetares de Pacaca junto con sus escasos súbditos sobrevivientes, y a quien el alcalde mayor Juan Vázquez de Coronado liberó y devolvió a su antiguo asiento en la región de Chorotega, en la costa del Pacífico.